# Euterebra
Euterebra é um gênero de gastrópodes pertencente a família Terebridae.

## Espécies
Desde 2020, espécies dentro do gênero Euterebra incluem:
- Euterebra mariato Pilsbry & Lowe, 1932[3] is accepted as Columbellidae_incertae_sedis mariato (Pilsbry & H. N. Lowe, 1932)

Espécies trazidas para sinonímia
- Euterebra angelli (J. Gibson-Smith & W. Gibson-Smith, 1984):[4] synonym of Neoterebra angelli (J. Gibson-Smith & W. Gibson-Smith, 1984)
- Euterebra assecla (Iredale, 1924): synonym of Gradaterebra assecla (Iredale, 1924)
- Euterebra capensis (E. A. Smith, 1873):[5] synonym of Duplicaria capensis (E. A. Smith, 1873)
- Euterebra fuscobasis (E.A. Smith, 1877):[6] synonym of Partecosta fuscobasis (E. A. Smith, 1877)
- Euterebra fuscocincta (E.A. Smith, 1877): synonym of Partecosta fuscocincta (E. A. Smith, 1877)
- Euterebra fuscolutea Bozzetti, 2008:[7] synonym of Partecosta fuscolutea (Bozzetti, 2008)
- Euterebra herosae Terryn & Rosado, 2011: synonym of Partecosta herosae (Terryn & Rosado, 2011)
- Euterebra kowiensis (Turton, 1932):[8] synonym of Gradaterebra kowiensis (W. H. Turton, 1932)
- Euterebra lightfooti (E.A. Smith, 1899):[9] synonym of Gradaterebra lightfooti (E. A. Smith, 1899)
- Euterebra macandrewii (E.A. Smith, 1877):[10] synonym of Partecosta macandrewii (E. A. Smith, 1877)
- Euterebra padangensis (Thiele, 1925):[11] synonym of Partecosta padangensis (Thiele, 1925)
- Euterebra planecosta (Barnard, 1958):[12] synonym of Gradaterebra planecosta (Barnard, 1958)
- Euterebra puncturosa (Berry, 1959):[13] synonym of Neoterebra puncturosa (Berry, 1959)
- Euterebra riosi (Bratcher & Cernohorsky, 1985):[14] synonym of Neoterebra riosi (Bratcher & Cernohorsky, 1985)
- Euterebra sandrinae (Aubry, 2008):[15] synonym of Partecosta sandrinae (Aubry, 2008)
- Euterebra scalariformis (Cotton & Godfrey, 1932):[16] synonym of Gradaterebra scalariformis (Cotton & Godfrey, 1932)
- Euterebra severa (Melvill, 1897):[17] synonym of Gradaterebra severa (Melvill, 1897)
- Euterebra tantilla (E.A. Smith, 1873):[18] synonym of Partecosta tantilla (E. A. Smith, 1873)
- Euterebra taylori (Reeve, 1860):[19] synonym of Gradaterebra taylori (Reeve, 1860)
- Euterebra tristis (Deshayes, 1859):[20] synonym of Duplicaria tristis (Deshayes, 1859)